# Lake Mary
Lake Mary és una població dels Estats Units a l'estat de Florida. Segons el cens del 2009 tenia 15.230 habitants.

## Demografia
Segons el cens del 2000, Lake Mary tenia 11.458 habitants, 4.199 habitatges, i 3.271 famílies. La densitat de població era de 513,8 habitants/km².
Dels 4.199 habitatges en un 38,4% hi vivien nens de menys de 18 anys, en un 68,8% hi vivien parelles casades, en un 6,5% dones solteres, i en un 22,1% no eren unitats familiars. En el 16,9% dels habitatges hi vivien persones soles el 5,8% de les quals corresponia a persones de 65 anys o més que vivien soles. El nombre mitjà de persones vivint en cada habitatge era de 2,72 i el nombre mitjà de persones que vivien en cada família era de 3,08.
Per edats la població es repartia de la següent manera: un 26,7% tenia menys de 18 anys, un 5,4% entre 18 i 24, un 31,9% entre 25 i 44, un 25,9% de 45 a 60 i un 10,2% 65 anys o més.
L'edat mediana era de 38 anys. Per cada 100 dones de 18 o més anys hi havia 94,8 homes.
La renda mediana per habitatge era de 69.485 $ i la renda mediana per família de 76.859 $. Els homes tenien una renda mediana de 57.132 $ mentre que les dones 32.439 $. La renda per capita de la població era de 31.094 $. Entorn del 2,5% de les famílies i el 2,9% de la població estaven per davall del llindar de pobresa.

## Poblacions més properes
El següent diagrama mostra les poblacions més properes.